# Ron Delany
Pour les articles homonymes, voir Delany.
Ronald Michael Delany (en irlandais, Delaney, né le 6 mars 1935 à Arklow), plus connu comme Ron ou Ronnie, est un athlète irlandais, spécialiste du demi-fond.
Ron Delany étudia à l'Université Villanova où il eut comme entraîneur Jumbo Elliott. Il atteint la finale du 800 m lors des Championnats d'Europe à Berne, en 1954. Il se qualifie pour la finale des Jeux à Melbourne, sur 1 500 m, où John Landy était le grand favori. Il le bat, en battant le record olympique. C'est le premier Irlandais à remporter une médaille depuis Bob Tisdall en 1932. Il remporte la médaille de bronze lors des Championnats d'Europe de 1958 (sur 1 500 m).